# 푸에르토리코인
푸에르토리코인(Puerto Rican)은 푸에르토리코에서 태어난 사람들을 지칭한다. 미국에서 태어났을 때 부모가 푸에르토리코 사람인 경우에도 때때로 푸에르토리코인으로 불리기도 한다.

## 같이 보기
- 푸에르토리코의 인구